# Алонсо, Пилука
Мария Пилар Алонсо Лопес (Пилука Алонсо, исп. María Pilar Alonso López, Piluca Alonso; род. 8 октября 1968, Леон) — испанская баскетболистка, центровая. Чемпионка Европы 1993 года в составе сборной Испании, победительница Евролиги (1992/1993) и трёхкратная чемпионка Испании в составе клуба «Дорна-Годелья», двукратная обладательница Кубка Испании с клубами «Сельта Виго» и «Дорна-Годелья».

## Биография
Родилась в 1968 году в Леоне. Начала выступать за сборную девушек Испании на Турнире шести наций в Виго, где присоединилась также к местной клубной команде «Реал Сельта». В это время команда мастеров клуба была одной из сильнейших в Испании, в сезоне 1983/1984 она также стала первой заявившей иностранную баскетболистку во внутренних испанских соревнованиях — Терезу Хафф из Висконсинского университета (до этого иностранки выступали за испанские клубы только в европейских кубковых турнирах). В этом сезоне «Сельта» завоевала свой третий Кубок Испании за четыре года, и среди обладательниц Кубка была 16-летняя Пилука Алонсо.
После этого в «Сельте» началась смена поколений, к сезону 1985/1986 команда состояла почти полностью из молодых девушек, но сумела пробиться в высший дивизион чемпионата Испании. В этом составе Алонсо уже была одной из лидеров и сохраняла эту роль несмотря на включение в состав всё большего количества иностранок. В 1988 году, однако, отсутствие финансовой поддержки привело к закрытию клуба.
После одного сезона в «Аманесере» Алонсо в 1989 году присоединилась к валенсийской команде «Дорна-Годелья». Там её игровое время было ограниченным, поскольку в составе были такие игроки, как Маргарита Гойер, Катрина Макклейн и Наталья Засульская. Тем не менее Алонсо выходила на площадку и в составе клуба завоевала титул чемпионки Евролиги в сезоне 1992/1993, а также три титула чемпионки Испании.
Алонсо была также постоянным игроком женской сборной Испании, за которую в общей сложности провела 171 игру. Она была включена в состав сборной на олимпийском турнире в Барселоне (где, однако, по решению тренера Чемы Бусеты провела все игры на скамейке запасных) и завоевала с ней титул чемпионок Европы 1993 года — первую золотую медаль в истории испанского женского баскетбола. В 1993 году завоевала с командой также бронзовые медали Средиземноморских игр.

## Статистика выступлений за сборную Италии
| ЧЕ 1987                                                                                 | 7 |      |       |      |       |      |  |  | 3/10  | 30.0 |     |     |     |     |     |     |     | 2.0 | 31 | 4.4  |
| ЧЕ 1993                                                                                 | 1 |      |       |      |       |      |  |  |       |      |     |     |     |     |     |     |     | 2.0 | 0  | 0.0  |
| ЧМ 1994                                                                                 | 7 | 19.6 | 11/30 | 40.0 | 19/39 | 48.7 |  |  | 15/18 | 83.3 | 1.0 | 3.1 | 4.1 | 0.6 | 1.4 | 0.4 | 0.0 | 2.3 | 39 | 5.6  |
| ЧЕ 1995                                                                                 | 6 | 28.3 | 29/62 | 46.8 | 29/62 | 46.8 |  |  | 11/20 | 55.0 | 2.3 | 3.7 | 6.0 | 0.2 | 1.8 | 0.3 | 0.0 | 2.5 | 69 | 11.5 |
| ЧЕ 1997                                                                                 | 8 | 24.6 | 23/50 | 46.0 | 23/50 | 46.0 |  |  | 18/25 | 72.0 | 1.8 | 2.5 | 4.3 | 0.3 | 0.6 | 0.5 | 0.0 | 2.5 | 64 | 8.0  |
| ЧМ 1998                                                                                 | 9 | 20.9 | 21/48 | 43.8 | 21/48 | 43.8 |  |  | 7/8   | 87.5 | 1.2 | 2.2 | 3.4 | 0.8 | 1.1 | 0.7 | 0.0 | 1.9 | 49 | 5.4  |
| Наведите курсор мыши на аббревиатуры в заголовке таблицы, чтобы прочесть их расшифровку |   |      |       |      |       |      |  |  |       |      |     |     |     |     |     |     |     |     |    |      |